# Zavodîșce, Mirhorod
Zavodîșce (în ucraineană Заводище) este un sat în așezarea urbană Komîșnea din raionul Mirhorod, regiunea Poltava, Ucraina.